# 索基里亞內

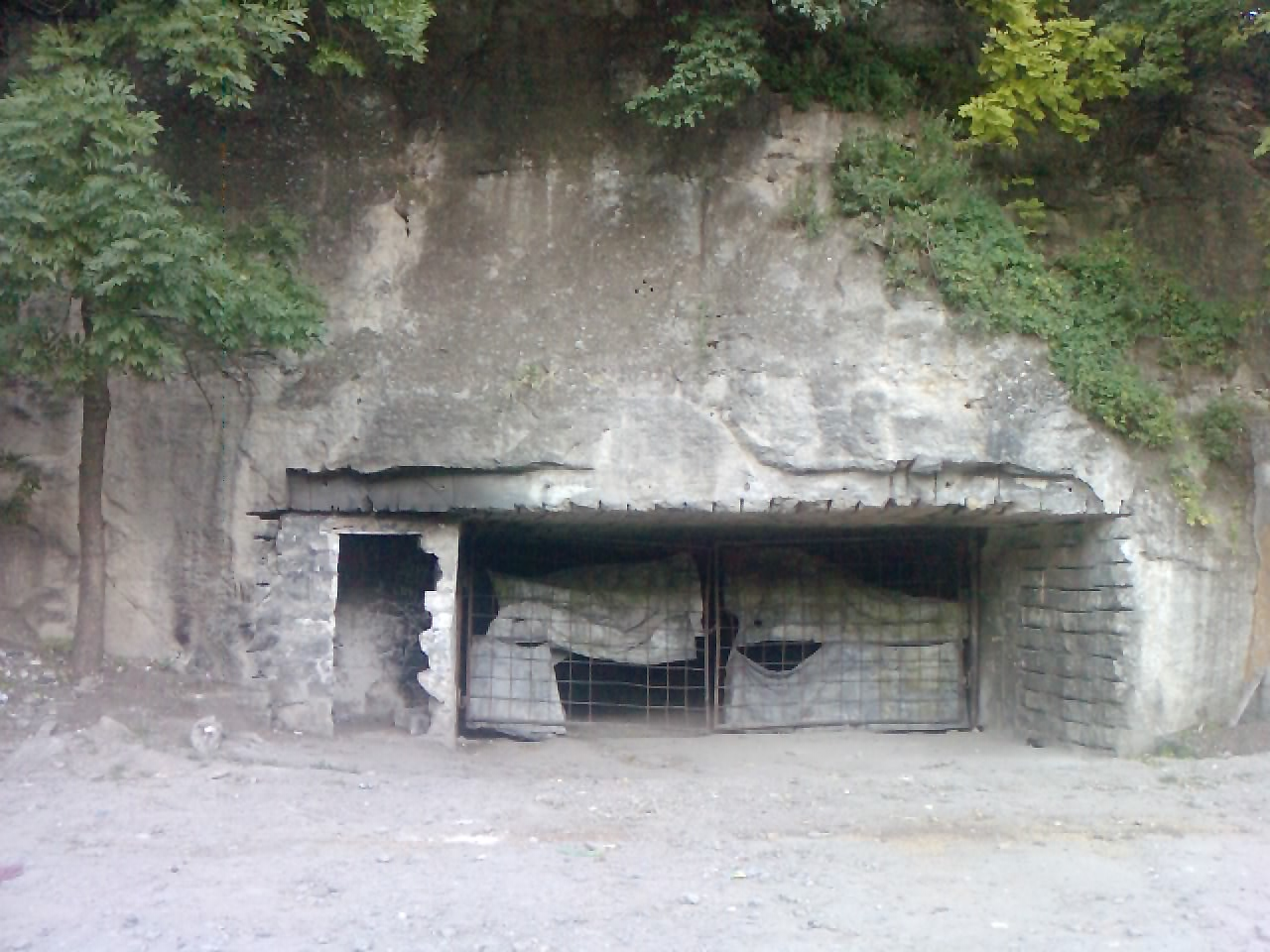

索基里亞內（羅馬化：Sokyriany）是位於烏克蘭西部切爾諾夫策州德涅斯特區索基里亞內市鎮的村莊及該市鎮之行政中心，亦曾是索基里亞內區於2020年撤銷前的首府。該市面積14.8平方公里，2013年人口9,463，人口密度每平方公里639.39人。